# Mojstrana
Mojstrana (IPA: ˈmoːi̯stɾana], in tedesco: Meistern) è un insediamento (naselje) della municipalità di Kranjska Gora nella regione statistica dell'Alta Carniola in Slovenia.

## Geografia fisica
Il paese si trova nell'Alta valle della Sava dove i fiumi Bistrica e Sava si uniscono nella strada che da Kranjska Gora porta a Jesenice.

## Origini del nome
Il nome viene citato per la prima volta nel 1763–87 come Moistrana. Il suffisso -ana indica che il nome è di origine romanza o pre-romanza. Si ritiene che la radice mojstr- sia correlata alla majostre friulana una varietà di fragola, si riferisce quindi a una zona ricca di fragole e mirtilli.

## Monumenti e luoghi d'interesse
- La chiesa del paese è dedicata a San Clemente
- Museo del Monte Tricorno
- Valle del Krma
- Valle di Kot
- Valle di Vrata

## Economia
L'attività principale è l'agricoltura, ma sono sfruttati anche metalli e soprattutto il legname. Molto importante è il turismo, il paese infatti è il punto di partenza di molti itinerari all'interno delle Alpi Giulie. Dal 7 agosto 2010 vi è presente il Museo Alpino Sloveno, dove è possibile osservare la trazione dell'alpinismo della Slovenia.

## Galleria d'immagini

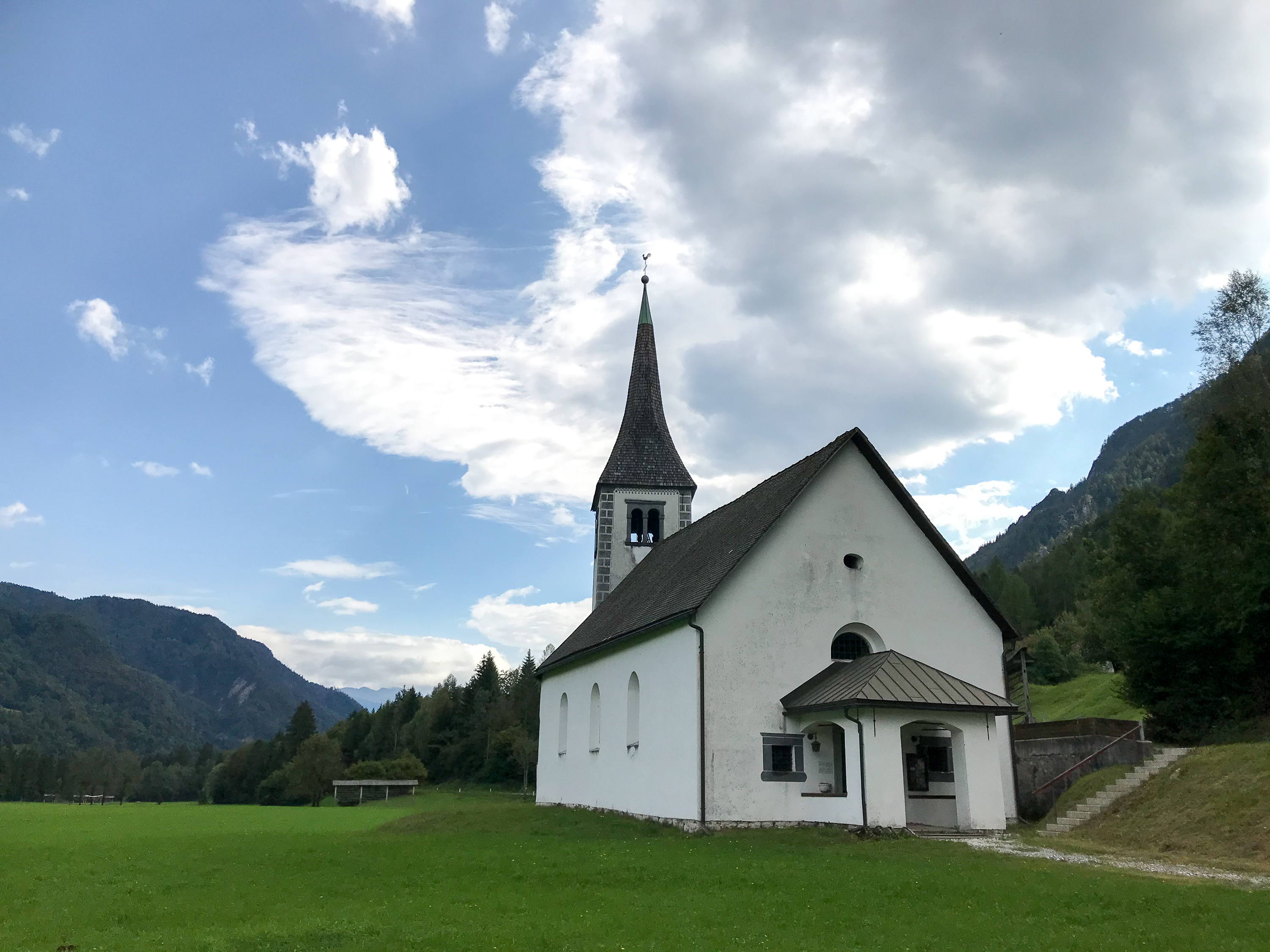
La chiesa di San Clemente
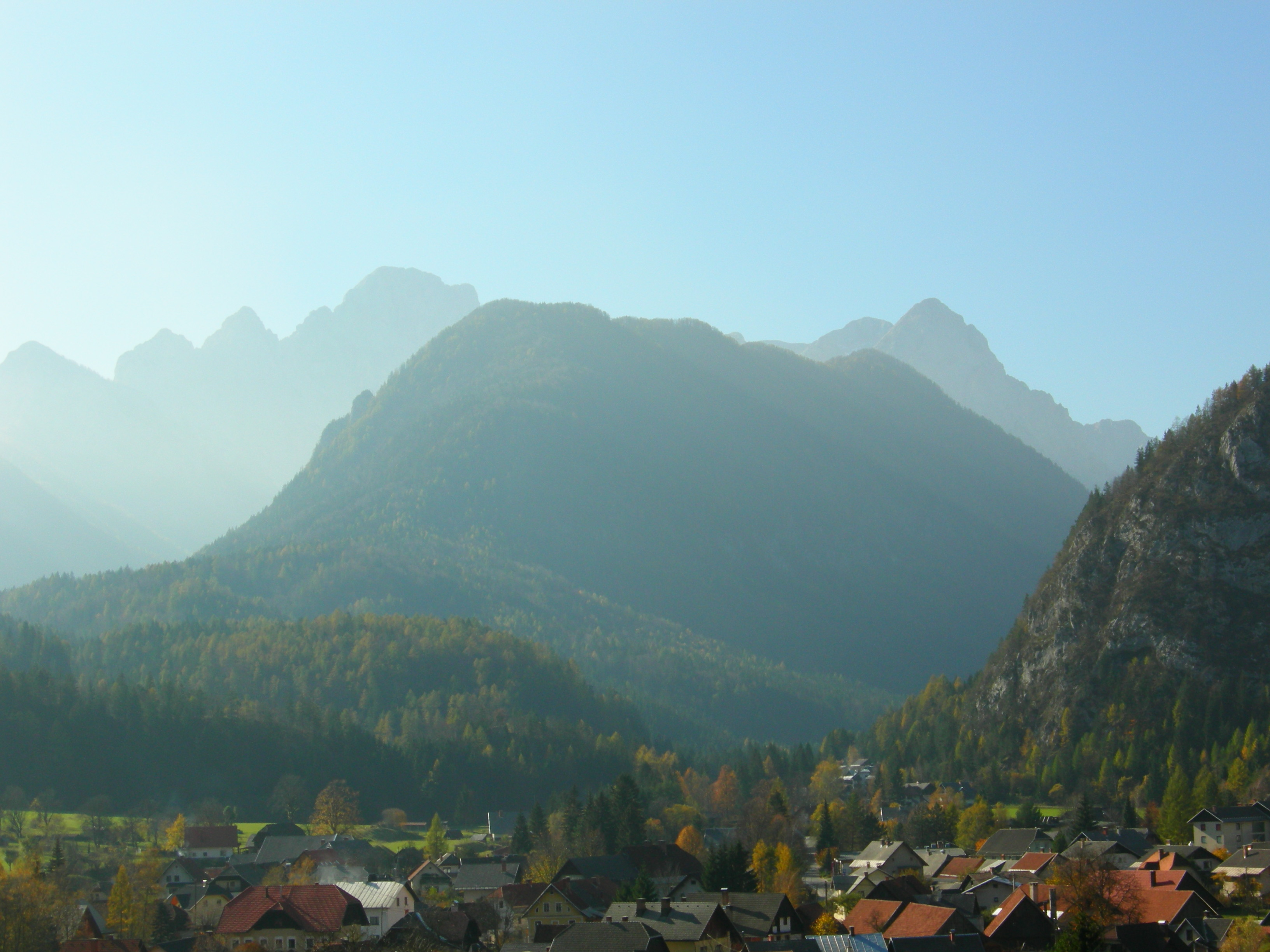
Le colline nei pressi di Mojstrana
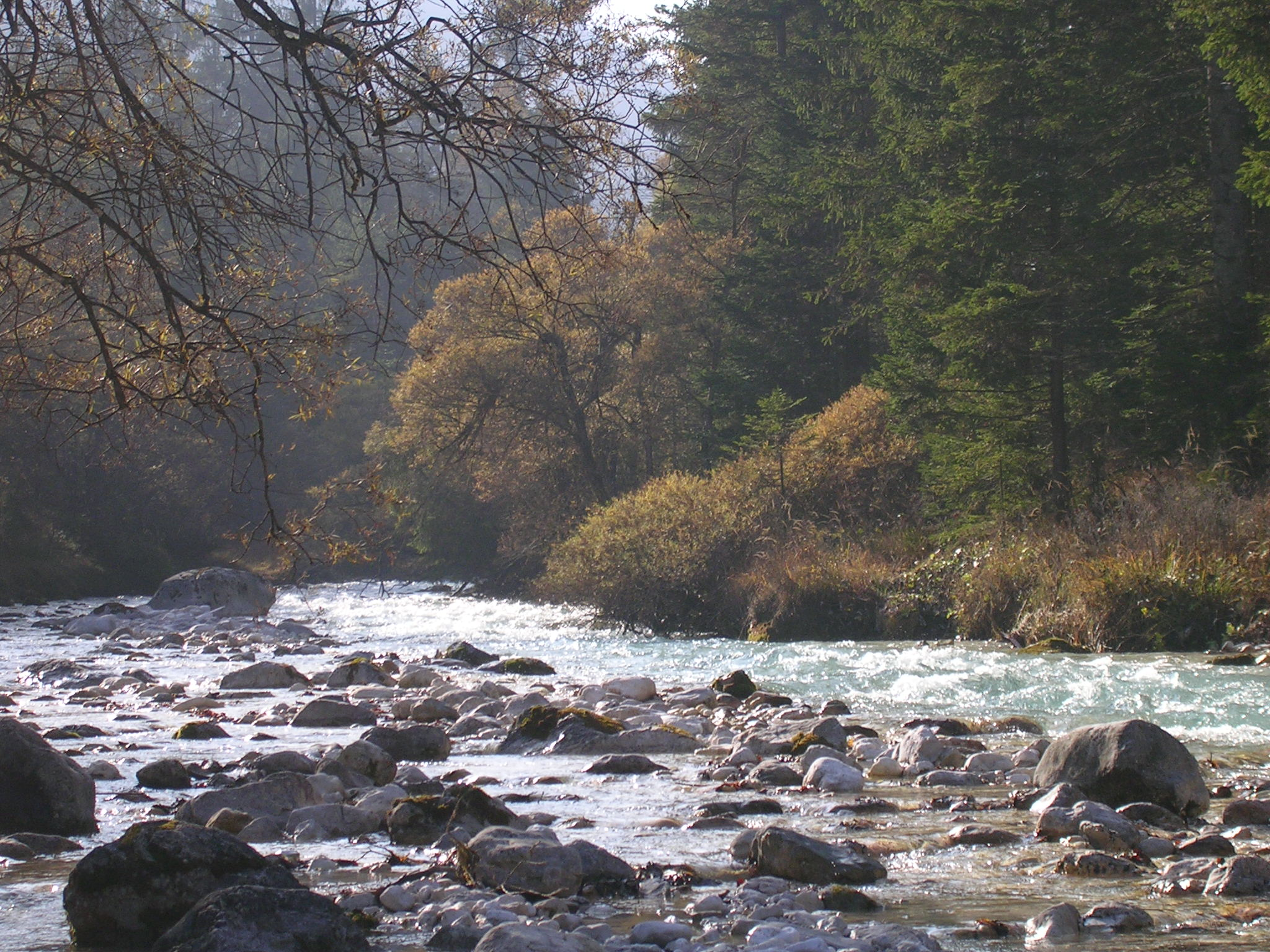
Il torrente Bistrica